# Vuelta al Táchira 2005
La 40ª edición de la Vuelta al Táchira se disputó desde el 08 hasta el 21 de enero de 2005.
Perteneció al UCI America Tour 2005, siendo la primera competición del calendario ciclista internacional americano. El recorrido contó con 14 etapas y 1814 km, transitando por los estados Zulia, Trujillo, Mérida y Táchira.
El ganador fue el venezolano José Rujano del equipo Colombia-Selle Italia, quien fue escoltado en el podio por José Chacón y Carlos Maya.
Las clasificaciones secundarias fueron; José Chacón ganó la clasificación por puntos, José Rujano la montaña, el sprints para Jimm Santos, el sub-23 para Jackson Rodríguez y la clasificación por equipos la ganó el equipo Lotería del Táchira

## Equipos participantes
Participaron 15 equipos conformados por entre 6 y 8 corredores, de los cuales diez fueron venezolanos y cinco extranjeros con equipos de Colombia, México, Cuba y Chile. Iniciaron la carrera 112 ciclistas de los que finalizaron 69.
| - Lotería del Táchira - Kino Táchira - Triple Gordo - Gobernación de Lara - Gobernación de Mérida - Alcaldía de Campo Elías - Café Flor de Patria - Gobernación de Trujillo - Gobernación del Zulia - Alcaldía de Cabimas - Gobernación del Zulia - Alcaldía de Cabimas B - Ejército - Gobernación del Barinas - Expresos Occidente - Alcaldía de San Cristóbal - Expresos Occidente - Alcaldía de San Cristóbal B | - Colombia-Selle Italia - Gobierno de Norte de Santander - Bono de Ciclismo - Tecos de la Universidad Autónoma de Guadalajara - Selección Nacional de Cuba - Selección Nacional de Chile |

## Etapas
| Etapa | Fecha       | Recorrido                               | Km    | Ganador           | Lider          |
| 1.ª   | 8 de enero  | Circuito en Maracaibo                   | 136,5 | Manuel Guevara    | Manuel Guevara |
| 2.ª   | 9 de enero  | Maracaibo - Ciudad Ojeda                | 137,7 | Gil Cordovés      | Manuel Guevara |
| 3.ª   | 10 de enero | Cabimas - Valera                        | 178,1 | Rónald González   | Manuel Guevara |
| 4.ª   | 11 de enero | Circuito en Valera                      | 116   | César Salazar     | Manuel Guevara |
| 5.ª   | 12 de enero | Caja Seca - Tovar                       | 149,4 | Jackson Rodríguez | Manuel Guevara |
| 6.ª   | 13 de enero | El Vigía - Circuito Mérida              | 121,2 | José Rujano       | José Rujano    |
| 7.ª   | 14 de enero | Santa Cruz de Mora - La Grita           | 155,3 | José Rujano       | José Rujano    |
| 8.ª   | 15 de enero | Seboruco - Cerro El Cristo              | 132,3 | José Chacón       | José Rujano    |
| 9.ª   | 16 de enero | Circuito en San Cristóbal               | 115,2 | César Salazar     | José Chacón    |
| 10.ª  | 17 de enero | San Rafael del Piñal - Santa Ana        | 176,8 | Nelson Gelvez     | José Chacón    |
| 11.ª  | 18 de enero | Rubio - Bramón                          | 128,8 | Rónald González   | José Chacón    |
| 12.ª  | 19 de enero | Táriba - Colón                          | 120,2 | Juan Torres       | José Chacón    |
| 13.ª  | 20 de enero | CRI de San Cristóbal al Chorro El Indio | 22    | José Rujano       | José Rujano    |
| 14.ª  | 21 de enero | Peribeca - San Cristóbal                | 125   | Carlos Maya       | José Rujano    |

## Clasificaciones

### Clasificación general
| Posición | Ciclista          | Equipo                                                 | Tiempo     |
|          | José Rujano       | Colombia-Selle Italia - Gobierno de Norte de Santander | 45:48:40   |
| 2.º      | José Chacón       | Lotería del Táchira                                    | + 00:01:48 |
| 3.º      | Carlos Maya       | Lotería del Táchira                                    | + 00:03:05 |
| 4.º      | César Salazar     | Lotería del Táchira                                    | + 00:03:50 |
| 5.º      | Carlos José Ochoa | Café Flor de Patria - Gobernación de Trujillo          | + 00:04:25 |
| 6.º      | Raúl Saavedra     | Gobernación del Zulia - Alcaldía de Cabimas            | + 00:06:22 |
| 7.º      | Rodolfo Camacho   | Triple Gordo - Gobernación de Lara                     | + 00:07:12 |
| 8.º      | Alexis Rojas      | Tecos de la Universidad Autónoma de Guadalajara        | + 00:07:12 |
| 9.º      | Manuel Medina     | Gobernación del Zulia - Alcaldía de Cabimas            | + 00:07:22 |
| 10.º     | Jackson Rodríguez | Kino Táchira                                           | + 00:08:06 |

### Clasificación por puntos
| Posición | Ciclista    | Equipo                                                 | Puntos |
|          | José Chacón | Lotería del Táchira                                    | 193    |
| 2°       | Carlos Maya | Lotería del Táchira                                    | 192    |
| 3°       | José Rujano | Colombia-Selle Italia - Gobierno de Norte de Santander | 162    |

### Clasificación de la montaña
| Posición | Ciclista    | Equipo                                                 | Puntos |
|          | José Rujano | Colombia-Selle Italia - Gobierno de Norte de Santander | 30     |
| 2°       | Carlos Maya | Lotería del Táchira                                    | 27     |
| 3°       | José Chacón | Lotería del Táchira                                    | 24     |

### Clasificación de los sprints
| Posición | Ciclista          | Equipo                                         | Puntos |
|          | Jimm Santos       | Café Flor de Patria - Gobernación de Trujillo  | 24     |
| 2°       | Luis Duarte       | Expresos Occidente - Alcaldía de San Cristóbal | 20     |
| 3°       | Jackson Rodríguez | Kino Táchira                                   | 18     |

### Clasificación sub-23
| Posición | Ciclista          | Equipo       | Tiempo     |
|          | Jackson Rodríguez | Kino Táchira | 53:54:40   |
| 2°       | Paul Torres       | Kino Táchira | + 00:11:35 |
| 3°       | Juan Ruiz         | Kino Táchira | + 01:20:03 |

### Clasificación por equipos
| Posición | Equipo                                      | Tiempo     |
|          | Lotería del Táchira                         | 137:34:46  |
| 2°       | Kino Táchira                                | + 00:35:12 |
| 3°       | Gobernación del Zulia - Alcaldía de Cabimas | + 00:55:39 |